# Emil Kapaun
Emil Joseph Kapaun (20 de abril de 1916 – 23 de maio de 1951) foi um padre católico e capitão do Exército dos Estados Unidos, conhecido por seu serviço como capelão militar no Teatro da Birmânia durante a Segunda Guerra Mundial e, posteriormente, servindo, também como capelão, na Guerra Coreia, onde foi capturado. Ele morreu em um campo de prisioneiros de guerra.
Durante a Guerra da Coreia, Kapaun destacou-se por sua coragem e dedicação aos soldados, frequentemente arriscando sua vida para resgatar feridos sob fogo inimigo. Mesmo após ser capturado pelas forças chinesas, continuou a ministrar apoio espiritual e físico aos companheiros prisioneiros, até sucumbir às condições adversas do cativeiro em 1951. A Agência de Contabilidade de Prisioneiros de Guerra e Desaparecidos em Combate do Departamento de Defesa (DPAA) anunciou que o corpo de Kapaun foi identificado em 2 de março de 2021.
Em reconhecimento à sua bravura, foi agraciado postumamente com a Medalha de Honra em 2013. Além disso, o Vaticano iniciou seu processo de canonização, sendo declarado "Servo de Deus" em 1993. Em 2025, o Papa Francisco o proclamou "Venerável", avançando em sua causa de santidade.

## Infância e juventude
Emil Joseph Kapaun nasceu em 20 de abril de 1916, em Pilsen, no estado do Kansas, Estados Unidos. Era filho de Enos e Elizabeth Kapaun, agricultores descendentes de imigrantes tchecos. Cresceu em uma fazenda rural no condado de Marion, em uma comunidade fortemente católica de origem tcheca estabelecida no final do século XIX.
Kapaun foi batizado na Igreja Católica de St. John Nepomucene, em Pilsen, e desde jovem serviu como coroinha. Essa participação ativa na paróquia influenciou sua inclinação vocacional. Frequentou escolas locais e destacou-se como estudante aplicado. De acordo com relatos preservados pela Diocese de Wichita, Kapaun era conhecido por sua disciplina e seriedade ainda na juventude.
Aos 18 anos, em 1934, ingressou no Conception Seminary College, um seminário menor beneditino localizado em Conception, Missouri. Lá iniciou seus estudos formais em filosofia e teologia. Durante o período no seminário, demonstrou dedicação acadêmica e uma postura reservada, mas profundamente comprometida com sua formação espiritual e intelectual.
Concluiu seus estudos teológicos no Kenrick Seminary, em St. Louis, Missouri, preparando-se para a ordenação sacerdotal, que ocorreria em 1940.

## Início do Sacerdócio

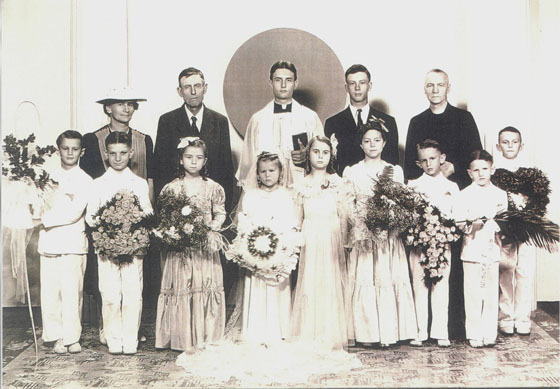
O Padre Emil Kapaun (ao centro) posa para uma foto com membros de sua congregação após celebrar sua primeira missa como sacerdote na Igreja de São João Nepomuceno em Pilsen, Kansas, em 1940.

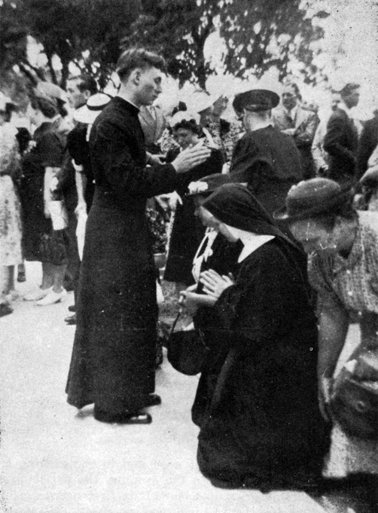
Padre Emil Kapaun abençoando os fiéis após rezar sua primeira missa

Emil Kapaun foi ordenado sacerdote católico em 9 de junho de 1940, na Catedral da Imaculada Conceição, na cidade de Wichita, Kansas, pela imposição das mãos de Dom Christian Winkelmann, então bispo coadjutor da Diocese de Wichita. Logo após a ordenação, foi designado como vigário paroquial (coadjutor) da Paróquia de St. John Nepomucene, em sua cidade natal, Pilsen, Kansas.
Durante os primeiros anos de ministério, Kapaun ficou conhecido por seu zelo pastoral, simplicidade de vida e dedicação ao serviço espiritual e sacramental da comunidade. Ele celebrava missas, ministrava os sacramentos, cuidava da formação religiosa das crianças e atendia às necessidades espirituais dos paroquianos, muitos dos quais eram agricultores de origem tcheca como sua própria família.
Além das atividades ordinárias da paróquia, Kapaun demonstrava interesse crescente por temas teológicos e filosóficos, aprofundando-se nos estudos por conta própria. Também atuou como capelão de grupos juvenis e escolas católicas da região.
No início da década de 1940, com a eclosão da Segunda Guerra Mundial, o padre Kapaun começou a sentir-se chamado ao serviço como capelão militar. Em várias homilias e cartas, expressava o desejo de apoiar espiritualmente os soldados em combate, vendo no capelanato uma extensão natural de seu ministério sacerdotal.

Em uma carta de 8 de junho de 1944, em que Pe. Kapaun escreveu ao seu bispo fica muito claro sua compreensão de tal missão:
“Quando fui ordenado, determinei-me a ‘me gastar’ por Deus. Decidi fazer isso com alegria, não importando em que circunstâncias eu fosse colocado ou quão difícil seria a vida que me fosse pedida. Foi por isso que me voluntariei para o Exército, e é por isso que hoje eu preferiria mil vezes estar trabalhando, privado de todos os confortos comuns, sendo um verdadeiro 'Padre' para todo o meu povo, do que viver em um lugar agradável e confortável, mas com a consciência me dizendo que sou um obstáculo para muitos.”

## Serviço no Exército dos Estados Unidos

### Ingresso noServiço Militar

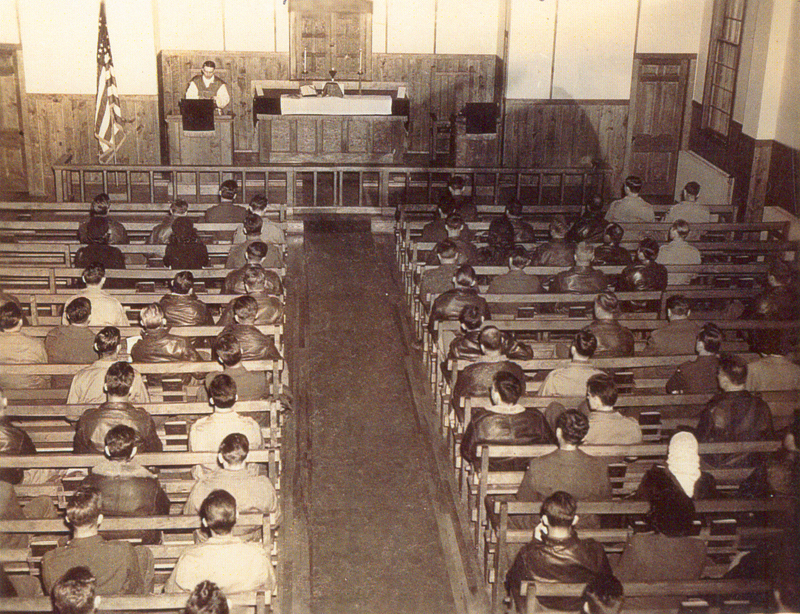
Emil Kapaun celebra a missa com soldados na Base Aérea de Herington.

Em julho de 1944, Emil Kapaun foi oficialmente aceito no Corpo de Capelães do Exército dos Estados Unidos e recebeu sua comissão como segundo-tenente. Após a aceitação, iniciou seu treinamento na Escola de Capelães do Exército em Fort Devens, Massachusetts, onde passou por um rigoroso curso que o preparou para as exigências espirituais, emocionais e físicas do serviço militar durante a guerra.
Durante o treinamento, Kapaun destacou-se pela dedicação e pela forma como conciliava sua fé com a realidade dura do campo militar. Sua experiência pastoral prévia, combinada com seu caráter firme e compassivo, fizeram dele um capelão exemplar, muito respeitado por oficiais e soldados. Kapaun aprendia não só a celebrar missas em condições adversas, mas também a administrar primeiros socorros básicos e a dar apoio psicológico aos combatentes.
Depois de concluir o treinamento em outubro de 1944, Kapaun foi enviado inicialmente para o Camp Wheeler, na Geórgia, onde prestou serviços espirituais para uma grande unidade do Exército composta por cerca de 19.000 soldados. Nesse período, ele exercitou a capacidade de oferecer conforto, celebrar sacramentos e organizar atividades religiosas em um ambiente marcado pela expectativa e tensão da guerra iminente.
Em março de 1945, Kapaun recebeu a designação para o Teatro de Operações China-Birmânia-Índia, uma das frentes menos conhecidas da Segunda Guerra Mundial, mas extremamente desafiadora. Antes de ser enviado, passou por treinamentos adicionais específicos para o teatro de operações e preparou-se para o serviço em regiões de difícil acesso, com climas severos e condições logísticas precárias.

### Segunda Guerra Mundial

#### Teatro de Operações China-Birmânia-Índia (CBI)
Em 1945, Emil Kapaun foi designado para o Teatro de Operações China-Birmânia-Índia (CBI), uma das regiões onde os Aliados enfrentavam as forças do Eixo durante a Segunda Guerra Mundial. O CBI era caracterizado por condições geográficas e climáticas adversas, incluindo densas florestas tropicais, alta umidade e temperaturas variáveis, o que dificultava as operações militares e a logística.

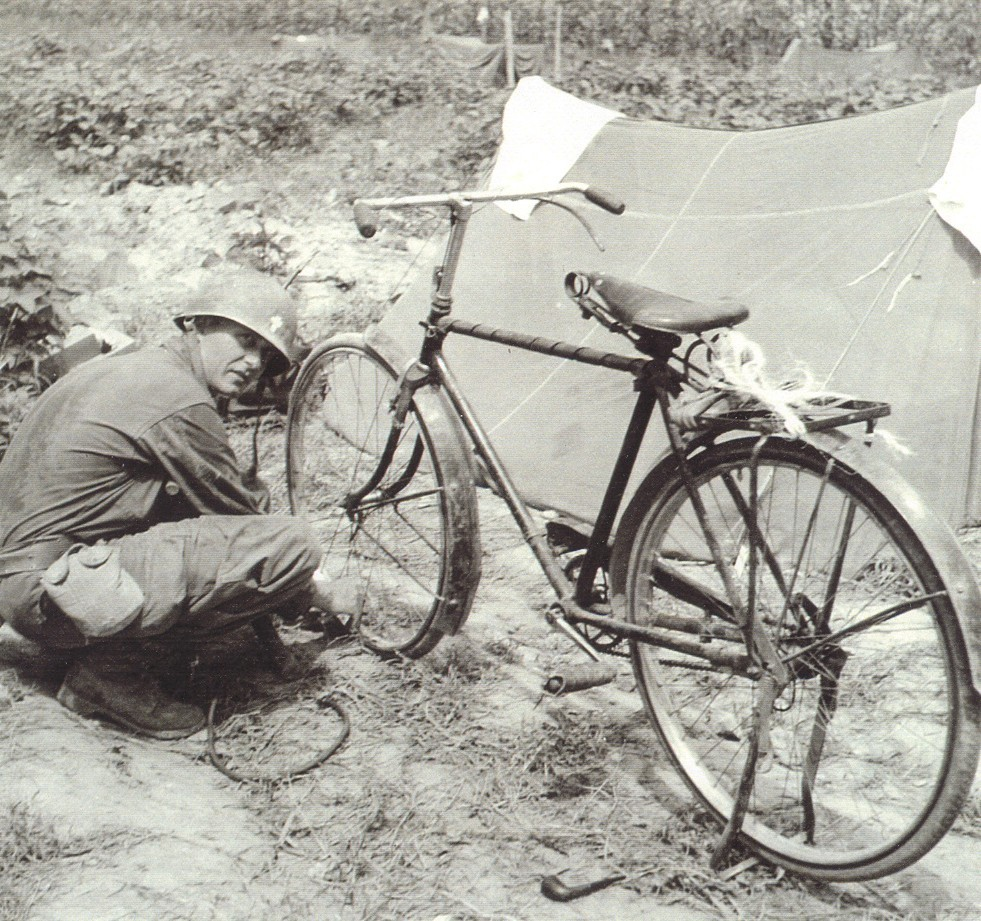
Padre Emil Kapaun consertando sua bicicleta.

Ele escreveu para seu bispo em 29 de março de 1945, sobre a ida até a Birmânia:
"Reverendíssimo e querido Bispo:
Tenho viajado quase o mês inteiro. No dia 4 de março, deixamos Miami Beach, Flórida, de avião (ATC). No dia 8 de março, às 13h, voamos diretamente sobre Belém. Imagine a emoção de estar nas nuvens, onde os anjos da Natividade cantaram. Conseguimos ver parte de Jericó e o Jordão desaguando no mar profundo. As pastagens e as rochas brancas pareciam lindas vistas do alto. Posso lhe dizer que estivemos em Délhi, na Índia. Vi o grande palácio de Shah Jahan, o Taj Mahal em Agra, Índia.
Estou em algum lugar da Birmânia. Está muito quente aqui, ainda mais quente nas selvas. Um recém-chegado tem muito com o que se entreter. Os nativos são muito gentis. Muitos são cristãos."
Durante sua permanência no CBI, Kapaun exerceu as funções típicas de um capelão militar, incluindo a celebração de cerimônias religiosas, a administração dos sacramentos e o apoio moral e espiritual aos militares. Além dessas atividades, ele também participou de operações de socorro a soldados feridos, auxiliando no transporte e cuidados básicos em áreas próximas ao front.
O teatro de operações CBI tinha importância estratégica devido à sua localização, atuando como rota para o suprimento das forças aliadas e para o apoio às tropas chinesas e britânicas. O período coincidiu com os preparativos para a conclusão da guerra e a subsequente ocupação do Japão, que ocorreria após a rendição japonesa em setembro de 1945.

### Entreguerras
Após o fim da Segunda Guerra Mundial em agosto de 1945, Emil Kapaun permaneceu no teatro de operações no Extremo Oriente durante a fase inicial da ocupação americana do Japão. Ele serviu como capelão do 8º Regimento de Cavalaria, parte da 1ª Divisão de Cavalaria do Exército dos Estados Unidos, unidade que esteve envolvida em operações tanto na guerra quanto no período pós-guerra.

Chegou a relatar sua experiencia antes da partida em carta de 1 De março de 1946:
"Reverendíssimo e querido Bispo,
Parece que estamos prestes a recolher a última prancha de embarque para nossas tropas na Índia. Eu amo meu trabalho, embora seja apenas para alguns poucos homens. Tinha uma turma de oito alunos estudando latim. Agora restam apenas três, e em breve terei apenas dois. Eles irão para o Seminário assim que se tornarem civis. Jamais imaginei, ao me tornar Capelão do Exército, que acabaria assumindo parte do trabalho de um professor de seminário.
Nosso contato com os missionários locais é profundamente edificante e inspirador, especialmente ao vermos os sacrifícios que fazem para cumprir sua missão. Estive em suas igrejas e em suas casas. Vi como seu povo vive e a simplicidade que os caracteriza. O bom missionário é tudo para esse povo. Ele é o mais humilde entre todos, e, ainda assim, é quem mais estimam. É, de fato, algo maravilhoso ser sacerdote de Deus, não importa aonde se vá. Trabalhar com essas pessoas pobres parece criar um contato muito próximo com Deus; pois ainda não conheci ninguém mais grato pela pequena ajuda que nós, capelães católicos, lhes oferecemos. Deus abençoe a todos eles."
O capelão Emil Kapaun deixou Calcutá, na Índia, em 3 de maio de 1946, chegando ao porto de San Francisco em 30 de maio. Poucos dias depois, em 4 de junho, foi oficialmente desligado do serviço ativo no Exército. No fim daquele mês, retirou-se para um período de recolhimento espiritual no Conception College, localizado em Conception, Missouri.
Embora tenha recebido do bispo Winkelmann a orientação para descansar até o dia 1º de agosto, o padre, sempre disposto ao serviço, abriu mão de parte de suas férias. De 16 de julho a 1º de agosto, substituiu o padre White na paróquia de Strong City, permitindo que este pudesse usufruir de seu próprio período de descanso.
Após sua chegada dos campos de batalha e o período de descanso no Conception College em Missouri, Padre Emil Kapaun assumiu o cargo de administrador temporário da paróquia de St. John Church em Spearville, Kansas. Esta posição o colocou à frente das atividades pastorais da comunidade local, onde pôde retomar seu contato próximo com os fiéis e exercer plenamente seu ministério sacerdotal em ambiente civil, após anos intensos no serviço militar.

#### Mestrado na Universidade Católica da América (1946–1948)

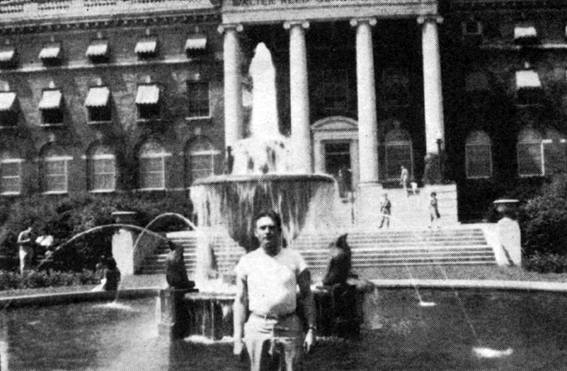
Padre Emil Kapaun em frente a Universidade Católica, Washington, D.C.

Em outubro de 1946, com o apoio do bispo Christian Winkelmann e utilizando os benefícios do G.I. Bill, Kapaun matriculou-se na Universidade Católica da América, em Washington, D.C., para cursar o mestrado em Educação. Seu objetivo era qualificar-se para ensinar em escolas católicas e públicas no Kansas.
Durante seus estudos, Pe. Kapaun demonstrou um forte interesse pela integração da educação religiosa no sistema educacional americano. Sua dissertação de mestrado, intitulada "A Study of the Accrediting of Religion in the High Schools of the United States" (Um Estudo sobre o Credenciamento do Ensino Religioso nas Escolas Secundárias dos Estados Unidos), analisou como o ensino religioso era avaliado e reconhecido nas escolas secundárias do país. Ele concluiu seu mestrado em fevereiro de 1948.
Após concluir seus estudos, Kapaun foi designado pelo novo bispo da Diocese de Wichita, Mark K. Carroll, para servir como pastor na paróquia predominantemente boêmia de Timken, Kansas. Durante seis meses, ele desempenhou suas funções pastorais com dedicação, atendendo às necessidades espirituais da comunidade local.
No entanto, o chamado para servir novamente como capelão militar permaneceu forte. Em 1948, Kapaun solicitou permissão ao bispo Carroll para retornar ao serviço militar, expressando que sua consciência o impelia a atender às necessidades espirituais dos militares. O bispo concedeu sua autorização, e Kapaun retornou ao Exército em setembro de 1948, sendo designado para o Corpo de Artilharia Antiaérea em Fort Bliss, Texas.

### Guerra da Coreia

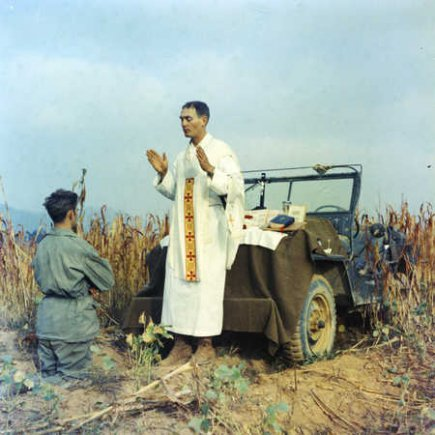
Padre Emil Kapaun celebrando a missa usando o capô de um jipe como seu altar, 7 de outubro de 1950.

#### Ocupação do Japão
No dia 25 de dezembro de 1949, partiu dirigindo seu próprio carro rumo à Costa Oeste dos Estados Unidos, até Forte Lawton, em Seattle, Washington. Lá, ele foi encaminhado ao Porto de Embarque de Seattle, onde permaneceu até o dia 22 de janeiro de 1950. Chegando no Japão em fevereiro do mesmo ano, Pe. Kapaun retornou a escrever cartas para seu bispo:
"Finalmente colocamos os pés em solo firme novamente. Estivemos no mar de 23 de janeiro até 7 de fevereiro. Os dois primeiros dias foram difíceis, pois ainda estávamos nas ondulações da costa oeste dos Estados Unidos. O navio balançava e sacudia, e muitos de nós ficamos doentes como cães. Eu estive entre as baixas por uma semana inteira. Nos primeiros dias a bordo, não pude celebrar a Missa. Mas após esses dois primeiros dias de desconforto, consegui celebrá-la com segurança, embora ainda restasse uma leve sensação de náusea. Os demais dias no mar foram apenas incidentais."
Durante o período em que esteve no Japão, de fevereiro a julho de 1950, o padre Emil Kapaun desempenhou diversas atividades como capelão militar da 1ª Divisão de Cavalaria do Exército dos Estados Unidos. Estacionado próximo ao Monte Fuji, ele participou de exercícios militares e prestou assistência espiritual aos soldados, celebrando missas e oferecendo os sacramentos. Além disso, envolveu-se em atividades de formação espiritual, como os "Dias de Recolhimento" mensais com outros capelães católicos, realizados em locais como a Universidade Sophia, em Tóquio.

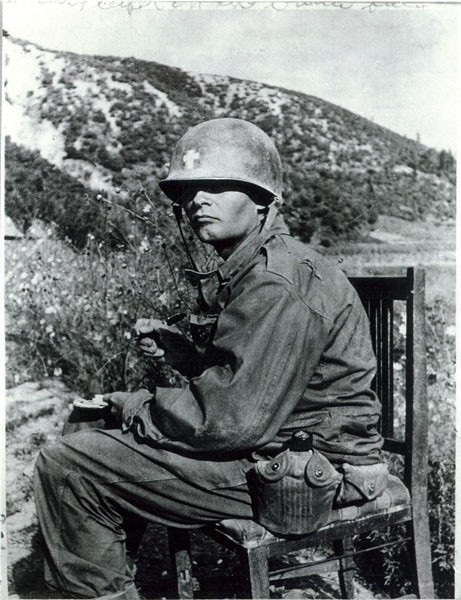
Padre Emil Kpapaun escrevendo uma carta durante a ocupação do Japão em 1950.

Padre Kapaun também demonstrou interesse pela cultura japonesa, observando aspectos da vida local, como a educação das crianças e a infraestrutura do país. Em suas cartas, mencionou a limpeza, organização e cortesia do povo japonês, além de comentar sobre o sistema ferroviário eficiente e a eletrificação das áreas rurais. Ele expressou o desejo de aprender a língua japonesa para melhor se comunicar com os habitantes locais.

Em maio de 1950, ele relatou que sua unidade havia sido alertada para possíveis distúrbios durante o mês, devido a manifestações comunistas nas proximidades do acampamento. Apesar disso, continuou a desempenhar suas funções com dedicação, viajando extensivamente para alcançar os soldados e celebrar missas, mesmo enfrentando dificuldades como estradas ruins e problemas mecânicos com seu jipe. Em uma carta datada de 1º de maio de 1950, Kapaun escreveu a seus pais sobre a situação no Japão:
"Enquanto a Rússia não lançar uma bomba sobre o Japão, estaremos indo muito bem. Os japoneses não querem que partamos porque não são fortes o suficiente para se manterem fora das mãos da Rússia."
Em 18 de julho de 1950, após o início da Guerra da Coreia, o padre Kapaun desembarcou em Po Hong Dong, Coreia do Sul, junto com a 1ª Divisão de Cavalaria, para prestar apoio espiritual às tropas em combate.

#### Chegada na Coréia
Padre Emil Kapaun chegou à Coreia do Sul em julho de 1950, integrando a 1ª Divisão de Cavalaria do Exército dos Estados Unidos como capelão do 3º Batalhão do 8º Regimento de Cavalaria. Sua missão era fornecer apoio espiritual e moral às tropas durante a Guerra da Coreia.

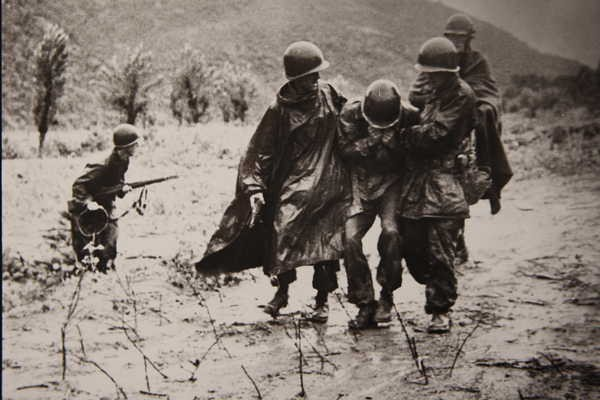
Capitão Dolan, à esquerda, e Capitão Capelão Padre Emil Kapaun à direita, carregando soldado para fora do campo de batalha.

Nos meses seguintes, Kapaun acompanhou sua unidade em diversas operações militares, incluindo avanços para o norte da península coreana. Durante esse período, ele ficou conhecido por sua dedicação em atender às necessidades espirituais dos soldados, muitas vezes sob condições extremamente difíceis. Ele enfrentou inúmeras situações de perigo enquanto prestava assistência espiritual e física aos soldados. Seus pertences pessoais, como o kit de missa e seu cachimbo, foram atingidos por disparos inimigos em mais de uma ocasião, enquanto o padre não foi atingido.
Em uma das vezes, enquanto celebrava a missa sob fogo inimigo intenso, seu kit de missa foi atingido por estilhaços, danificando os utensílios sagrados. Apesar disso, ele continuou a celebrar missas, improvisando com os recursos disponíveis, muitas vezes utilizando o capô de um jipe como altar.
Em outro episódio, um disparo de sniper atingiu o cachimbo que ele fumava, partindo-o ao meio. Mesmo assim, Padre Kapaun manteve a calma, pegou o cachimbo quebrado, sorriu e continuou a fumar.

#### Ofensiva no Norte
Após o desembarque em Pusan, no sudeste da Coreia, a 1ª Divisão de Cavalaria participou da ofensiva que se seguiu ao contra-ataque iniciado com o desembarque em Incheon (15 de setembro). A ofensiva, conhecida como a "Campanha do Perímetro de Pusan", permitiu que as forças lideradas pelos EUA, rompessem as linhas norte-coreanas e iniciassem um rápido avanço para o norte.
O Exército Popular da Coreia do Norte (KPA) empurrou as forças dos EUA para um perímetro ao redor da cidade portuária de Pusan. Kapaun continuou a visitar as tropas do 8º Regimento para encorajá-las e rezar com elas. Sua principal queixa era a falta de sono por várias semanas consecutivas. Finalmente, em meados de setembro, após o desembarque em Inchon, Kapaun e o restante das forças do Comando das Nações Unidas romperam o perímetro e avançaram em perseguição ao KPA para o norte. Em 9 de outubro, a divisão cruzou o paralelo 38 na Coreia do Norte, capturando a capital Pyongyang, em 19 de outubro, e avançando até cerca de 80 km (50 milhas) da fronteira chinesa.
No entanto, em meados de outubro, a China comunista entrou na guerra secretamente, enviando o Exército de Voluntários do Povo através do rio Yalu. Esse movimento pegou as tropas de surpresa.
Em 16 de outubro de 1950, o Padre enviou ao Bispo Carroll um pacote com a seguinte nota:
"Anexados estão alguns itens de interesse que recolhemos neste país infestado de comunistas. Talvez alguma escola queira tê-los como objetos de curiosidade. Deus tem sido muito bom conosco e ainda estamos vivos." (Esta foi a última carta do Capelão.)
Os itens eram os seguintes:

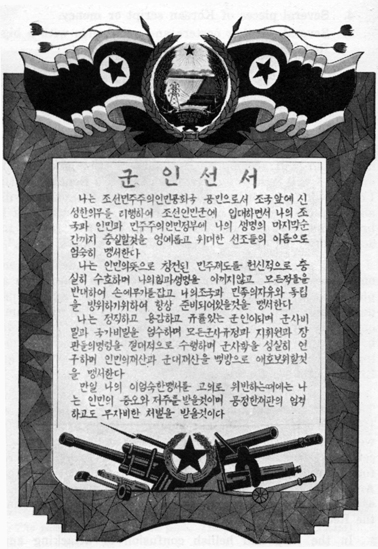
Juramento de um soldado comunista norte-coreano

1. Uma grande pintura em tela rústica do comandante-em-chefe dos norte-coreanos, o Premier Kim Il Sung.
2. Um esboço de Lênin, cercado por Stálin, Trotsky e outros revolucionários russos.
3. Uma imagem de corpo inteiro de Stálin observando um porto.
4. Vários fragmentos de escrita coreana ou cédulas de dinheiro.
5. Vários cartazes inflamados e braçadeiras com uma grande Estrela Vermelha no centro.
6. Um boletim contendo o juramento do soldado comunista norte-coreano, traduzido da seguinte forma por Chin-Ok-Kim, um estudante coreano da Universidade de Wichita:

"Sou um bom soldado da República Popular da Coreia. Ao ingressar no exército do povo, agirei com plena confiança e cumprirei meu dever conforme as ordens do governo. Lutarei pela nossa República Popular da Coreia até morrer. Lutarei por nosso povo e pela liberdade da Coreia. Também manterei absolutamente os segredos do nosso exército popular. Se eu quebrar este regulamento mais importante, estarei disposto a aceitar qualquer tipo de punição do Tribunal Popular."
Em 28 de outubro, o 8º Regimento de Cavalaria da 1ª Divisão recebeu ordens para avançar em direção a Unsan, uma cidade próxima à fronteira chinesa. Ao chegarem em 29 de outubro, encontraram forças sul-coreanas em retirada e uma presença chinesa crescente na região.
Na noite de 1º de novembro, as forças chinesas lançaram um ataque massivo contra as posições em Unsan. O 8º Regimento de Cavalaria enfrentou dificuldades significativas, incluindo lacunas nas linhas defensivas e escassez de munição. As forças dos EUA foram forçadas a recuar rapidamente em meio ao ataque chinês, abandonando posições conquistadas com dificuldade semanas antes.
Durante a retirada sob ataque, o Padre Kapaun foi capturado enquanto permanecia com soldados feridos que não podiam ser evacuados. A batalha de Unsan marcou um ponto de virada na guerra, com as forças dos EUA sendo forçadas a recuar diante da ofensiva chinesa. Kapaun e seu assistente souberam de um soldado ferido isolado pelo fogo inimigo de metralhadoras e armas leves durante uma dessas retiradas. Sabendo que não havia carregadores disponíveis, os dois enfrentaram o fogo inimigo e salvaram a vida do soldado, pelo que Kapaun recebeu a Medalha de Bronze com dispositivo "V" por bravura.
Ao longo dos meses de combates, Kapaun conquistou uma reputação por servir corajosamente as tropas, resgatando feridos e mortos, e ministrando aos vivos ao realizar batismos, ouvir confissões, oferecer a Santa Comunhão e celebrar Missa em um altar improvisado montado na dianteira de um jipe. Várias vezes, seu jipe e o reboque com os materiais para a Missa foram destruídos pelo fogo inimigo. Em cartas para casa, ele compartilhava que estava plenamente convencido de que as orações dos outros o ajudaram a sobreviver.

#### Prisioneiro de guerra

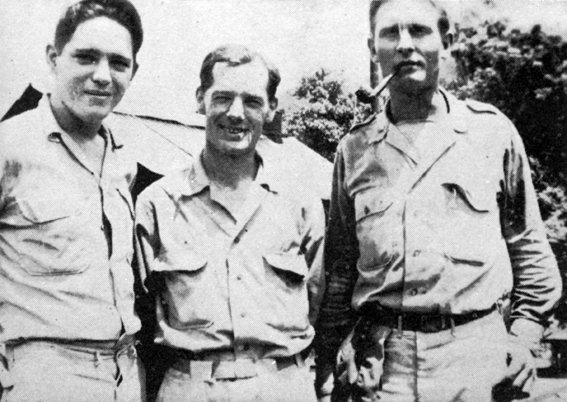
Dois padres missionários de São Columbano. O capelão Kapaun fuma seu cachimbo.

Após sua captura em 1–2 de novembro de 1950, durante a Batalha de Unsan, Padre Kapaun foi forçado a marchar ao longo de aproximadamente 135–160 km (85–100 milhas) sob condições extremas de frio, exaustão e fome ao longo do vale do rio Yalu até um campo temporário em Pyoktong.

Uma carta do Tenente Walter Mayo Jr. de 05 de Fevereiro de 1954 relata o tempo que esteve no campo de concentração junto ao padre Kapaun:
Estávamos passando muita dificuldade com comida e quase morrendo de fome, então o Padre saía em busca de rações para conseguir nosso milho quebrado, painço e grãos de soja. Antes de ir, ele fazia orações a São Dimas, o Bom Ladrão. As orações ajudavam, porque o Padre conseguia ‘roubar’ ou escapar com dois sacos de cem libras de grãos, além dos bolsos cheios de sal — que era extremamente raro. Logo, todos nós começamos a rezar fervorosamente a São Dimas, mas o Padre tinha muito mais sucesso do que o resto de nós.
Alguns oficiais trocavam seus relógios — que conseguiram salvar — com os coreanos por tabaco. Eles davam bastante tabaco ao Padre, mas no dia seguinte ele já estava fumando folhas secas de alho, de carvalho, etc. Ele havia doado tudo para os doentes e feridos durante suas visitas.
Os chineses e coreanos estavam sempre atrás dele e tentavam pegá-lo no vale. Diziam que ele era um agitador, e que os homens não queriam vê-lo, e pediram aos chineses para impedi-lo de continuar indo. Mas ele não parou de ir, e tampouco os homens pediram que ele fosse impedido.
Todas as noites fazíamos orações, e ele rezava não apenas por nossa libertação das mãos do inimigo, mas também para que os comunistas fossem libertos de seu materialismo ateísta.
Pyoktong (Campo 5) se tornou o local de cativeiro principal, onde as condições eram brutais: abrigos improvisados, frio intenso, doenças, falta de comida e roupas inadequadas durante o inverno de 1950–1951.
O padre passou a consolar e liderar os prisioneiros:
- Formou grupos de oração com oficiais ao pôr-do-sol, entoando orações como “O Pai Nosso” e “God Bless America”
- Atendeu os soldados em todo o campo, mesmo entre os detentos da tropa alistada, visitando-os nas barracas durante a noite .
- Também realizava "missas improvisadas" com o pouco que restava de seu kit e utensílios de campanha.

Padre Kapaun ficou conhecido como o “Grande Ladrão” por suas incursões noturnas para roubar sacos de milho e demais alimentos, distribuindo-os entre os presos. Ele também contrabandeava remédios contra disenteria e circulava pequenas quantidades de tabaco para apoiar os abatidos. Mesmo em condições adversas, ele:
- Levava água aquecida e oferecia conforto às primeiras horas geladas do dia .
- Participou em detalhes de sepultamento, lavou roupas e resgatou bagagens dos mortos.
- Serviu a Páscoa de 1951 realizando “Easter Sunrise Services”, com cerimônia improvisada que incluiu leituras do Evangelho, meditações e orações.

Em outra carta, datada de 11 de fevereiro de 1954, o Tenente Walter Mayo Jr. descreve:
“Quando nossos oficiais estavam morrendo, ele os atendia dia e noite. Ele converteu o Tenente Richard Hangen e o batizou antes de sua morte, juntamente com vários outros. O Capitão Chester Osborne também foi convertido e batizado, tendo como padrinho um homem, e como ‘madrinha’ um homem também — o Tenente Robert Burke, da Força Aérea dos EUA.
Ele sempre dizia, no entanto, que jamais tentaria forçar alguém ou pressionar alguém a se tornar católico, se percebesse que havia dúvidas ou reservas na mente daquela pessoa.”
As forças das Nações Unidas avançaram para o norte, mas foram surpreendidas pela intervenção do Exército Voluntário do Povo Chinês (PVA). O primeiro confronto com esse novo inimigo ocorreu na Batalha de Unsan, perto de Unsan, Coreia do Norte, nos dias 1 e 2 de novembro de 1950. Cerca de 20.000 soldados do PVA atacaram o 8º Regimento de Cavalaria de Kapaun. Apesar dos apelos para que escapasse, ele permaneceu com os 800 homens do 3º Batalhão enquanto o restante do regimento recuava. Durante a batalha, ele enfrentou o fogo inimigo e resgatou quase 40 homens, pelo que recebeu posteriormente a Medalha de Honra. O 5º Regimento de Cavalaria dos EUA tentou várias vezes resgatar o 3º Batalhão cercado, mas sem sucesso. Kapaun e outros membros do 3º Batalhão foram feitos prisioneiros e marcharam 140 km até um campo de prisioneiros temporário em Sombakol, próximo ao campo permanente (Campo de Prisioneiros 5) em Pyoktong, Coreia do Norte, onde ficaram detidos. Kapaun conseguiu convencer alguns prisioneiros, que haviam ignorado ordens dos oficiais, a carregarem os feridos.
No campo de prisioneiros, às vezes até duas dezenas de homens morriam por dia devido à desnutrição, doenças, piolhos e frio extremo. Kapaun recusava-se a ceder ao desespero. Ele cavava latrinas, media disputas, distribuía sua comida e elevava o moral dos companheiros. Era conhecido entre os prisioneiros como alguém que roubava comida para alimentar os outros. Também resistia à doutrinação comunista, contrabandeava remédios para disenteria para o médico Sidney Esensten e liderava os homens em orações.

#### Morte e sepultamento
Kapaun desenvolveu um coágulo de sangue em uma de suas pernas, além de sofrer de disenteria e pneumonia. Enfraquecido com o passar dos meses, ele conseguiu conduzir uma celebração da ressurreição ao nascer do sol no domingo, 25 de março de 1951.

Com a deterioração de sua saúde — agravada por pneumonia, disenteria, malnutrição e feridas — ele foi enviado a um “lugar da morte” no campo em torno do final de abril ou início de maio de 1951.
"Eles não podiam levá-lo para fora e fuzilá-lo porque temiam uma rebelião, então esperaram até que a doença e o excesso de trabalho finalmente dominassem essa alma firme. Levaram-no para o hospital (uso a palavra "hospital" muito livremente), onde ele foi assassinado porque lhe negaram o remédio de que precisava, embora ele estivesse disponível para os colaboradores traidores que jogavam do lado deles e venderam suas almas ao diabo."
"Enquanto eles colocavam essa maca improvisada no chão e nos diziam para nos apressarmos, o Padre me entregou o cibório, o corporal e uma lista das pessoas que ele havia batizado. Disse que ficaria com a estola e os santos óleos porque provavelmente ainda faria uso deles no ‘hospital’.
Nós o carregamos para fora da sala e o colocamos na maca. Havia dois oficiais chineses intérpretes que falavam inglês, Sun e Ku. Todos nós estávamos tão revoltados que teríamos estrangulado os dois se não fosse pelo Padre. Estávamos todos chorando. Seis dos oficiais iriam carregá-lo na maca. Quando o levantaram nos ombros, o Padre me disse: ‘Espere, se eu não voltar, diga ao meu Bispo que morri uma morte feliz.’ Todos dissemos a ele que logo estaria de volta conosco, mas ele apenas sorriu de leve, balançou a cabeça e nos pediu que rezássemos algumas orações por ele."
Padre Emil Kapaun morreu de desnutrição e pneumonia em 23 de maio de 1951. Inicialmente, foi informado que o Padre Kapaun havia sido enterrado em uma vala comum perto do rio Yalu. No entanto, em 2005, um dos companheiros de prisão de Kapaun, William Hansen, afirmou que ele e outros prisioneiros enterraram Kapaun separadamente em uma cova individual em um terreno mais alto, marcando o local do túmulo com pedras.

Ele foi um dos doze capelães que morreram na Coreia. Quatro capelães do Exército dos EUA foram feitos prisioneiros em 1950, e todos eles morreram enquanto estavam em cativeiro.
"Em sua última hora, ele ouviu minha confissão e me disse para dedicar minha vida à Santíssima Virgem Maria, pois ela intercederia por mim junto a Jesus, seu Filho. Contou a todos nós a história dos Sete Macabeus. Uma mãe tinha sete filhos, todos os quais se recusaram a renegar a Deus diante do rei. Um por um foram mortos. Ela chorou, não lágrimas de dor e privação, mas lágrimas de alegria. Seus filhos estavam com Deus. Enquanto nos contava isso, os olhos dele estavam cheios de lágrimas de agonia. Eu sabia — e ele sabia que eu sabia!
O Padre Kapaun disse: ‘Como vocês veem, eu também estou chorando, não lágrimas de dor, mas lágrimas de alegria, porque estarei com meu Deus em pouco tempo.’" - Carta escrita por Felix McCool, prisioneiro sobrevivente do mesmo campo de concentração.
Como parte do Acordo de Armistício da Coreia de 1953, os restos mortais de Kapaun estavam entre os 1.868 que foram devolvidos à custódia dos EUA na Operação Glory, embora não tenham sido identificados na época. Seus restos foram enterrados no Cemitério Memorial Nacional do Pacífico (NMCP), em Honolulu, Havaí, por volta de 1956. Posteriormente, seus restos foram exumados e identificados como parte do Projeto de Exumação da Guerra da Coreia da Agência de Contabilidade de Prisioneiros de Guerra e Desaparecidos em Combate (Defense POW/MIA Accounting Agency), um plano em sete fases iniciado em 2018 para exumar todos os restos mortais desconhecidos da Guerra da Coreia ainda presentes no NMCP.
Em 4 de março de 2021, o senador dos EUA Jerry Moran e a Diocese Católica de Wichita confirmaram que os restos mortais de Emil Kapaun haviam sido identificados.
Em 29 de setembro de 2021, uma Missa de Funeral Cristão foi celebrada no estado natal de Kapaun, Kansas, na Hartman Arena em Park City, próximo a Wichita. Após a cerimônia, um caixão puxado por cavalos conduziu seus restos mortais até a Catedral da Imaculada Conceição em Wichita, onde ele foi enterrado com plenas honras militares dentro da igreja.

## Prêmios e condecorações
A Cruz de Serviço Distinto (Distinguished Service Cross) de Kapaun foi elevada pelo Exército dos Estados Unidos à Medalha de Honra em 11 de abril de 2013. Ele recebeu as seguintes condecorações militares dos EUA e do exterior:
| Predefinição:Ribbon devices/alt · Predefinição:Ribbon devices/alt · Predefinição:Ribbon devices/alt |
| Predefinição:Ribbon devices/alt · Predefinição:Ribbon devices/alt · Predefinição:Ribbon devices/alt |
| Predefinição:Ribbon devices/alt · Predefinição:Ribbon devices/alt · Predefinição:Ribbon devices/alt |
| Predefinição:Ribbon devices/alt · Predefinição:Ribbon devices/alt                                   |
| Predefinição:Ribbon devices/alt                                                                     |

| 1ª fila    | Medalha de Honra Upgraded from the Distinguished Service Cross | Medalha de Honra Upgraded from the Distinguished Service Cross | Medalha de Honra Upgraded from the Distinguished Service Cross | Medalha de Honra Upgraded from the Distinguished Service Cross | Legião do Mérito                                        | Legião do Mérito                                        | Legião do Mérito                                        | Legião do Mérito                                        | Estrela de Bronze with "V" Device                      | Estrela de Bronze with "V" Device                      | Estrela de Bronze with "V" Device                      | Estrela de Bronze with "V" Device                      |
| 2ª fila    | Coração Púrpura                                                | Coração Púrpura                                                | Coração Púrpura                                                | Coração Púrpura                                                | Medalha de Prisioneiro de Guerra                        | Medalha de Prisioneiro de Guerra                        | Medalha de Prisioneiro de Guerra                        | Medalha de Prisioneiro de Guerra                        | Medalha da Campanha Americana                          | Medalha da Campanha Americana                          | Medalha da Campanha Americana                          | Medalha da Campanha Americana                          |
| 3ª fila    | Medalha da Campanha Ásia-Pacífico with 1 Bronze Campaign star  | Medalha da Campanha Ásia-Pacífico with 1 Bronze Campaign star  | Medalha da Campanha Ásia-Pacífico with 1 Bronze Campaign star  | Medalha da Campanha Ásia-Pacífico with 1 Bronze Campaign star  | Medalha da Vitória na Segunda Guerra Mundial            | Medalha da Vitória na Segunda Guerra Mundial            | Medalha da Vitória na Segunda Guerra Mundial            | Medalha da Vitória na Segunda Guerra Mundial            | Medalha do Exército de Ocupação with Japan Clasp       | Medalha do Exército de Ocupação with Japan Clasp       | Medalha do Exército de Ocupação with Japan Clasp       | Medalha do Exército de Ocupação with Japan Clasp       |
| 4ª fileira | Medalha de Serviço de Defesa Nacional                          | Medalha de Serviço de Defesa Nacional                          | Medalha de Serviço de Defesa Nacional                          | Medalha de Serviço de Defesa Nacional                          | Medalha de Serviço Coreano with 2 Bronze Campaign stars | Medalha de Serviço Coreano with 2 Bronze Campaign stars | Medalha de Serviço Coreano with 2 Bronze Campaign stars | Medalha de Serviço Coreano with 2 Bronze Campaign stars | Ordem do Mérito Militar da República da Coreia Taegeuk | Ordem do Mérito Militar da República da Coreia Taegeuk | Ordem do Mérito Militar da República da Coreia Taegeuk | Ordem do Mérito Militar da República da Coreia Taegeuk |
| 5ª linha   | Citação da Unidade Presidencial da República da Coreia         | Citação da Unidade Presidencial da República da Coreia         | Citação da Unidade Presidencial da República da Coreia         | Citação da Unidade Presidencial da República da Coreia         | Medalha das Nações Unidas para a Coreia                 | Medalha das Nações Unidas para a Coreia                 | Medalha das Nações Unidas para a Coreia                 | Medalha das Nações Unidas para a Coreia                 | Medalha de Serviço de Guerra da República da Coreia    | Medalha de Serviço de Guerra da República da Coreia    | Medalha de Serviço de Guerra da República da Coreia    | Medalha de Serviço de Guerra da República da Coreia    |

### Medalha de Honra
Em 18 de agosto de 1951, ele recebeu postumamente a Distinguished Service Cross por ação extraordinária nos dias 1 e 2 de novembro de 1950. No entanto, seus companheiros soldados e prisioneiros de guerra acreditavam que Kapaun merecia a Medalha de Honra. Em 2001, o representante dos EUA Todd Tiahrt iniciou uma campanha para conceder a Medalha de Honra a Kapaun. Antes de deixar o cargo, em 16 de setembro de 2009, o Secretário do Exército Pete Geren enviou uma carta a Tiahrt concordando que Kapaun era digno da honra. O almirante Michael Mullen, presidente do Estado-Maior Conjunto, também concordou.
A Lei de Autorização de Defesa Nacional para o Ano Fiscal de 2012 (Projeto de Lei do Senado 1867, Seção 586) incluiu uma autorização e um pedido ao presidente para elevar a Distinguished Service Cross de Kapaun à Medalha de Honra, reconhecendo seus atos de bravura durante a Batalha de Unsan, em 1 e 2 de novembro de 1950, e enquanto prisioneiro de guerra até sua morte em 23 de maio de 1951.[1] O presidente Obama entregou a medalha, concedida em nome de Kapaun, ao sobrinho do padre na Casa Branca em 11 de abril de 2013.
Sua citação da Medalha de Honra diz: 
 

### Legião do Mérito
Enquanto a Medalha de Honra é uma condecoração concedida para reconhecer coragem extraordinária em combate, a Legião de Mérito é atribuída não principalmente por atos de heroísmo, mas por serviço excepcionalmente meritório em outra função. Ela foi concedida ao Capelão Kapaun em reconhecimento por suas ações extraordinárias como prisioneiro de guerra, mesmo enquanto ele próprio estava doente e sofrendo.
 

### Medalha Estrela de Bronze
Padre Emil Kapaun foi condecorado,em 2 de setembro de 1950, com a Medalha Estrela de Bronze com o Dispositivo "V", por suas ações em 2 de agosto de 1950:
 

### Ordem de Mérito Militar de Taegeuk (República da Coreia)
Kapaun recebeu a Ordem de Mérito Militar de Taegeuk do Presidente Moon Jae-in em nome da República da Coreia em 27 de julho de 2021. Este é o maior reconhecimento militar concedido pela República da Coreia. 

## Causa de beatificação e canonização
O que segue é um relato geral, compilado a partir de muitos testemunhos de soldados americanos repatriados após sua libertação dos campos de prisioneiros, sobre a provação de Kapaun como prisioneiro de guerra. Ele foi mais lembrado por sua grande humildade, bravura, constância, amor, bondade e solicitude para com seus companheiros de cativeiro. "Ele era o herói deles... o admirado e amado 'padre'." Ele manteve o moral dos prisioneiros de guerra elevado e, acima de tudo, ajudou muitos homens a se tornarem bons católicos.
Relatórios recebidos indicaram que os pés de Kapaun haviam ficado gravemente congelados, mas ele continuava a prestar assistência aos doentes e feridos. Repetidamente, ele saía sob intenso bombardeio de morteiros e artilharia para resgatar soldados feridos e moribundos, arriscando ser capturado ou morto.
Muitos relatos foram feitos sobre os inúmeros confortos que ele proporcionou aos seus companheiros do 8º Regimento de Cavalaria durante o cativeiro. Esses confortos foram tanto espirituais quanto físicos. Ele ofereceu incontáveis horas de oração e tudo o que conseguia encontrar em termos de alimento, para todos que pudesse, a fim de evitar que morressem de fome.

Um relato detalhado da vida de Kapaun é recontado em Capelão Kapaun: Padre Patriota do Conflito Coreano, de Arthur Tonne:
Num sentido muito definido, todos somos beneficiários da vida do Pe. Capa. Ele nos deixou um exemplo comovente de devoção ao dever. Ele nos transmitiu um espírito de tolerância e compreensão. Ele nos deu uma parcela de bravura destemida – de corpo e alma. Ele transmitiu a cada um de nós uma nova apreciação da América e uma compreensão mais aguçada e realista do maior inimigo do nosso país. – a impiedade, que agora assola o mundo na forma de comunismo. Ele legou uma imagem de vida semelhante à de Cristo. O que o Pe. O Kapaun que nos foi legado não pode ser contido em memoriais, por mais caros ou belos que sejam. É um tesouro para a alma humana – o espírito de alguém que amou e serviu a Deus e ao homem – até a morte.
Quando Kapaun foi designado para o 8º Regimento de Cavalaria, que foi cercado e dominado pelo exército chinês na Coreia do Norte em outubro e novembro de 1950, ele permaneceu com os feridos enquanto o Exército recuava. Ele permitiu ser capturado e depois arriscou sua vida para impedir execuções de soldados americanos feridos, incapazes de caminhar, pelas tropas chinesas. Após sua morte, à medida que suas ações se tornaram conhecidas, fiéis católicos começaram a dedicar orações devocionais a ele; essas orações vieram de membros das forças armadas dos EUA, leigos e leigas de todo o país, assim como de pessoas no Leste e Sudeste da Ásia.
Em 1993, Kapaun foi nomeado Servo de Deus pelo Papa João Paulo II, o primeiro passo do Vaticano em direção a uma possível canonização . 
Em 9 de novembro de 2015, o Bispo da Diocese de Wichita, em Wichita, Kansas, Carl A. Kemme, apresentou a positio — um relatório de 1.066 páginas sobre a vida, ministério, virtudes, santidade e outros aspectos de Kapaun. Esse documento deve ser compilado pela diocese patrocinadora, aprovado pelo bispo e enviado ao Cardeal Prefeito da Congregação para as Causas dos Santos (CCS) na Cúria Romana no Vaticano, o Cardeal Angelo Amato, para análise. Caso a CCS e o papa aprovem este relatório, Kapaun receberá o título de Venerável. Se o papa então conceder uma declaração de martírio ou aprovar um milagre atribuído postumamente a Kapaun, ele poderá ser beatificado.
Uma equipa de seis historiadores reuniu-se em 21 de junho de 2016 e manifestou a sua aprovação à causa. 
Em janeiro de 2022, o Padre John Hotze, investigador chefe da causa de canonização de Kapaun, anunciou que o Vaticano estava avaliando a possibilidade de declarar Kapaun mártir da fé católica, o que, se aprovado, aceleraria o processo de canonização.
Em fevereiro de 2025, Kapaun foi declarado Venerável pelo Papa Francisco, o segundo passo do Vaticano em direção a uma possível canonização . 

### Possível milagre de 2006
Em 2006, Avery Gerleman, que sofria de uma doença autoimune, entrou em coma por 87 dias após múltiplos órgãos terem sido comprometidos. Seus pais e outras pessoas rezaram pela intercessão de Kapaun, e ela se recuperou. Exames posteriores dos seus pulmões e rins danificados não mostraram sinais de cicatrizes. Avery tornou-se fisicamente ativa, formou-se como enfermeira prática licenciada na Wichita Area Technical College e planeja se tornar enfermeira registrada.

### Possível milagre de 2008
Em 29 de junho de 2008, a cerimônia de abertura que oficialmente iniciou a causa de canonização de Kapaun foi realizada no Dia do Padre Kapaun, na Igreja Católica de São João Nepomuceno, em Pilsen, Kansas.
Em 26 de junho de 2009, Andrea Ambrosi, o postulador romano da causa de canonização de Kapaun, chegou a Wichita para entrevistar médicos sobre supostos eventos milagrosos.
Entre esses casos está a alegação de Chase Kear, de 20 anos, que sobreviveu a uma grave lesão na cabeça no ano passado, em parte, segundo ele e sua família, porque pediram a intercessão de Emil Kapaun. Kear, membro da equipe de atletismo do Hutchinson Community College, caiu de cabeça durante um treino de salto com vara em outubro de 2008, mas, segundo relatos, foi milagrosamente curado apesar de estar à beira da morte. O Reverendíssimo John Hotze, vigário judicial da Diocese de Wichita e especialista em direito canônico, auxiliará na investigação do caso de Kear.
Hotze passou oito anos investigando a proposta de santidade de Kapaun. A Igreja Católica considerou canonizar Kapaun desde que os soldados foram libertados dos campos de prisioneiros de guerra coreanos em 1953 e falaram do heroísmo e da fé de Kapaun.  A Diocese de Wichita continuou recebendo relatos de milagres envolvendo Kapaun. Ele está sendo considerado para possível designação como mártir . 

### Possível milagre de 2011
Em 7 de maio de 2011, Nick Dellasega desmaiou durante a corrida Get Busy Living 5K em Pittsburg, Kansas (em memória de Dylan Meier). Por uma série de coincidências, Dellasega sobreviveu, apesar de aparentemente ter morrido no local. Seu amigo de infância e paramédico, Micah Ehling, foi citado pelo jornal The Wichita Eagle dizendo: "Eu sei como é o rosto quando a alma deixa o corpo. E foi isso que Nick parecia". Alguns espectadores atribuem a sobrevivência de Dellasega à devoção de seu primo, Jonah Dellasega, que caiu de joelhos no local e orou pela intercessão de Kapaun. Em uma estranha coincidência não relatada pelo The Eagle, Dylan Meier, em cuja memória a corrida 5K foi realizada, estava programado para ensinar inglês na Coreia na época de sua morte.
Céticos apontam que o espírito de Kapaun não poderia ter orquestrado as estranhas coincidências que salvaram a vida de Nick, pois algumas delas foram desencadeadas muito antes de Nick desmaiar, incluindo a visita do tio de Nick, Mark, um médico de Greenville, Carolina do Norte. Contudo, a providência divina pode ser vista como o agente que colocou todos esses eventos em movimento. O jornal The Eagle reportou: "As coincidências são estranhas o suficiente e a oração notável o bastante para que um investigador da Igreja Católica tenha enviado a história de Nick ao Vaticano, que, por acaso, tem um representante em Wichita novamente, avaliando o Padre Emil Kapaun para a canonização."

### Memoriais
- Capela Memorial Kapaun; Seul, Coreia do Sul ; dedicada em 4 de novembro de 1953.
- Casa de Retiro Religioso Kapaun; Ōiso, Japão ; inaugurada em dezembro de 1954.
- Estação Aérea e Capela de Kapaun, Alemanha; Comunidade Militar de Kaiserslautern, Kaiserslautern, Alemanha ; inaugurada em 7 de junho de 1955. [25]
- Escola Técnica Memorial Padre Kapaun; Kwanju, Coreia; inaugurada no verão de 1955.
- Capelão Kapaun Memorial High School; Wichita, Kansas ; inaugurada em 12 de maio de 1957. Mais tarde se tornou Kapaun Mt. Carmel Catholic High School, 1971.
- Memorial de Honolulu no Cemitério Memorial Nacional do Pacífico ; Honolulu, Havaí ; inaugurado em 1964 [26]
- Painel de porta de bronze na Catedral da Imaculada Conceição ; Wichita, Kansas ; inaugurado em fevereiro de 1997.
- Capela Kapaun no acampamento McGovern, Bósnia ; dedicada em 1998.
- Capelão Kapaun, Memorial da Guerra da Coreia; Pilsen, Kansas ; inaugurado em 3 de junho de 2001.
- Complexo Capelão Kapaun; Fort Riley, Kansas ; inaugurado em 2001, 2002.
- Placa Memorial adicionada ao muro do Memorial da Guerra da Coreia do Kansas em Overland Park, Kansas; inaugurada em 11 de novembro de 2014.
- Monumento de granito, Guarnição do Exército dos EUA em Daegu ; inaugurado em dezembro de 2014 [27]
- Capelães Memorial; Bosque da Medalha de Honra; Fundação Liberdades; Valley Forge, PA; Indução, 18 de outubro de 2014.

### Cavaleiros de Colombo
- Capelão Emil J. Kapaun, Conselho dos Cavaleiros de Colombo nº 3423, Pilsen, KS
- Conselho dos Cavaleiros de Colombo 3744 [28]
- Conselho dos Cavaleiros de Colombo 11987 [29] [30] [31]
- Padre Emil Kapaun, Conselho dos Cavaleiros de Colombo nº 12965, Oak Grove, KY
- Capelão Emil J. Kapaun, Conselho dos Cavaleiros de Colombo nº 14218, Fort Riley, KS
- Emil Kapaun Cavaleiros de Colombo - Assembleia de Quarto Grau nº 2721; Katy, Texas .
- FR. ASSEMBLEIA EMIL J. KAPAUN Nº 3260 VAIL, ARIZONA [Cavaleiros de Colombo]
- Pe. Assembleia Emil Kapaun nº 3274 Paoli, Pensilvânia, Cavaleiros de Colombo
- Pe. Assembleia Emil Kapaun nº 3826 Pearl, Mississippi, Cavaleiros de Colombo

## Homens de Kapaun
Em 2015, vários homens se uniram para formar os Homens de Kapaun,  um movimento que busca dar continuidade ao legado do Padre Kapaun de encorajar os homens a se acompanharem na fé. O grupo produziu um documentário sobre a vida do Padre Kapaun, várias séries de vídeos e, por um tempo, apresentou um podcast semanal chamado The Foxhole. 

## Representação na TV
Ele foi interpretado por James Whitmore no episódio "The Good Thief" da série de TV Crossroads, que foi ao ar em 25 de novembro de 1955.
O episódio é centrado em Pe. Joseph Kapaun, um capelão do Exército dos EUA que se encontra prisioneiro em um campo de prisioneiros de guerra sob regime comunista na China. Mesmo em condições adversas, ele assume o papel de líder espiritual e conselheiro para um pequeno grupo de soldados aprisionados.
- Ambiente opressivo: Os quartéis chineses são marcados por vigilância constante e tortura psicológica e física. A tensão cresce à medida que os guardas punem qualquer minúscula demonstração de fé ou fraternidade entre os prisioneiros
- O Sacerdote como Pastor: Padre Kapaun organiza reuniões clandestinas para orações e celebrações religiosas simples — lê breves passagens bíblicas, entoa hinos e oferece confinência a companheiros presos, tornando-se um pilar de esperança .
- Conflito e tortura: As autoridades chinesas, desconfiadas de sua influência e toque espiritual, intimidam-no com isolamento e punições, tentando forçá-lo a renunciar à sua prática religiosa ou a seu apoio aos soldados .
- Persistência inspiradora: Apesar da resistência, o capturado continua arriscando sua própria segurança para alimentar a fé e resiliência dos prisioneiros — seja compartilhando alimento escasso, encorajando a solidariedade ou sustentando a coragem em momentos de desespero.
- Redenção pela fé coletiva: No clímax emocional, os soldados testemunham atos de bravura espiritual do Pe. Kapaun — ele se torna a personificação da compaixão cristã em meio ao terror. Sua atitude fortalece o moral do grupo e planta a semente de redenção em corações endurecidos.

Em cerca de 25–30 minutos, o episódio traz uma narrativa poderosa: a história de um homem que, sem armas, mobiliza um exército de fé. O título “The Good Thief” contrasta com a figura do ladrão crucificado ao lado de Cristo — aqui, o “bom ladrão” “rouba” momentos de esperança e dignidade em meio à escuridão da guerra e da opressão.